# Роботизированные средства реабилитации

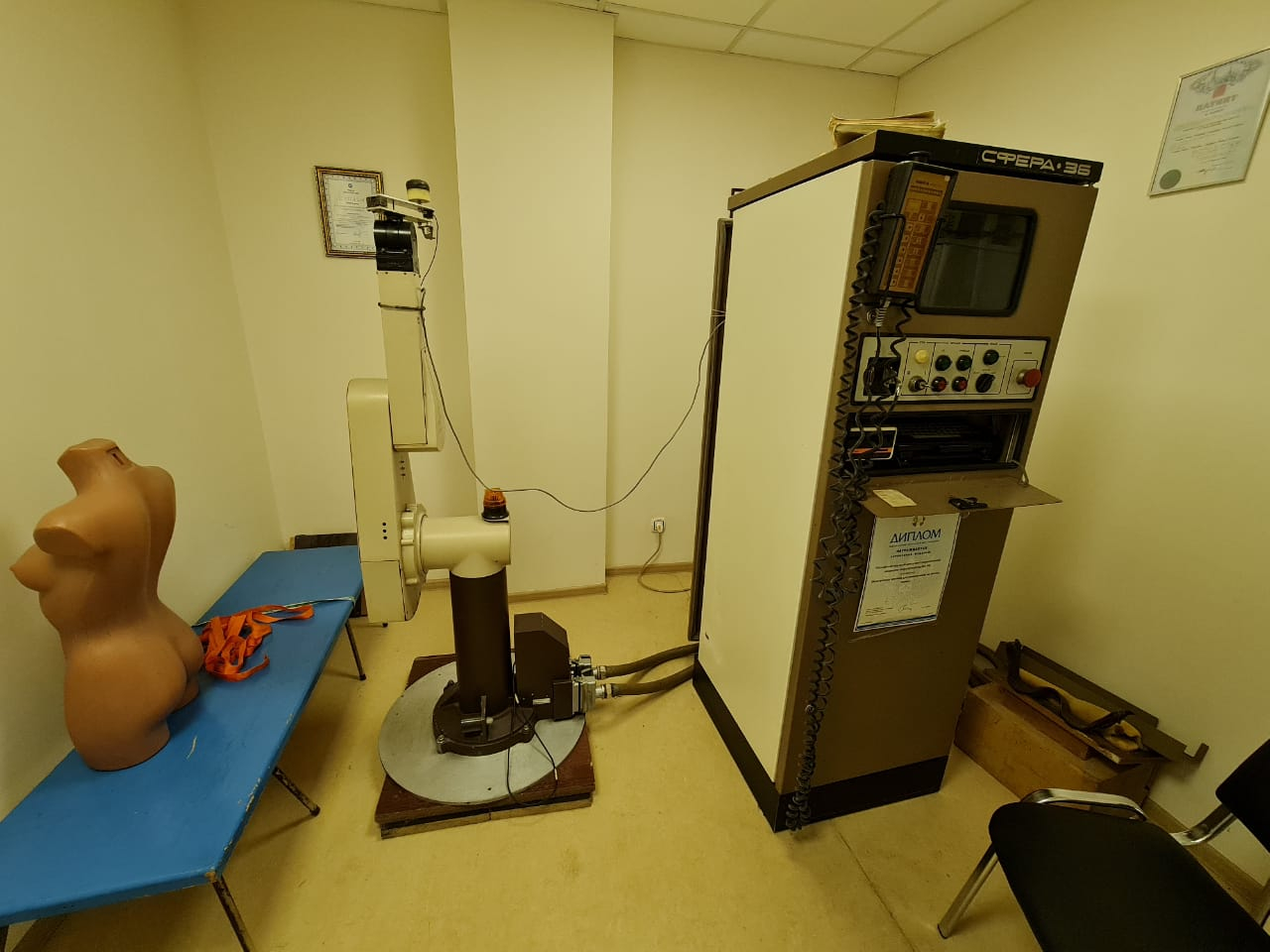
Первый робот-массажер, разработанный Nokia Robotics и НИИ курортологии и физиотерапии в 1989 году

Роботизированная реабилитация — современное направление медицинской двигательной реабилитации с использованием достижений робототехники и реабилитационной медицины. Одним из первых в России в 1882 году о возможности использования роботизированной техники в медицине заговорил «отец современного массажа» врач Заблудовский И. З. Институты механотерапии шведского физиотерапевта Густава Сандера с применением первых тренажеров для пассивно-активной реабилитации создавались в России в начале XX века. В 1989 году Центральный НИИ курортологии и физиотерапии (в дальнейшем — РНЦ восстановительной медицины и курортологии, ныне НМИЦ реабилитации и курортологии Минздрава России) совместно с финской компанией Nokia Robotics разработал первого в СССР робота для выполнения массажа. Тогда же состоялась первая международная конференция по реабилитационной робототехнике. Последняя конференция прошла в июне 2019 года в Торонто (Канада).
В 1997 году в России появилось новое научное направление — «Робототехника в восстановительной медицине». Руководителем выступил кандидат технических наук В. Ф. Головин. В 1998 году методика проведения массажа с использованием робота получила российский патент на изобретение. Прототипы манипуляционных роботов создавались в России (МГИУ, 1998 год), США (Кремниевая долина), в Европе, Китае (Пекин, 2006), Сингапуре (2015).
Разработка РНЦ ВМиК получила Серебряную медаль на Неделе высоких технологий в Санкт-Петербурге (2002 год). Современный образец универсального манипуляционного робота АРАМИС для механотерапии был создан совместно с ЛогоВАЗ и немецкой компанией KUKA Roboter.

## Особенности роботизированной терапии
Роботизированная реабилитация представляет собой часть комплексной медицинской реабилитации пациентов с утраченными (полностью или частично) или сниженными вследствие перенесенных заболеваний или травм функциями верхних и нижних конечностей. Роботизированная реабилитация применяется при перенесенном ишемическом инсульте, черепно-мозговой травме, травмах позвоночника и в других случаях выраженных двигательных нарушений.
В отличие от обычной лечебной физкультуры роботизированная терапия расширяет возможности реабилитации, обеспечивает более высокое качество за счет большей продолжительности тренировок. Наличие биологической обратной связи и компьютерного блока позволяет повышать точность выполняемых циклических движений, оценивать эффективность восстановительного процесса, создавать виртуальную игровую среду и работать даже с пациентами, неспособными самостоятельно выполнять движения конечностями. Роботизированные методики восстановления используются на всех этапах реабилитации, начиная с ОРИТ.
Функциональные возможности
Современное оборудование позволяет проводить тренировки еще при нахождении пациента на постельном режиме. Роботизированная реабилитация проводится в активном, пассивном, активно-пассивном режимах с предварительной диагностикой и оценкой состояния мышц и суставов. На первом этапе реабилитации в ОРИТ с помощью роботизированных систем проводится ранняя вертикализация пациента, постуральная коррекция и тренировки нижних конечностей в пассивном режиме для предотвращения риска развития осложнений (сердечно-сосудистых, дыхательных).
На первом и втором этапах восстановительного лечения проводятся тренировки по восстановлению навыков ходьбы, активно-пассивная разработка конечностей, разработка суставов, восстановление функций верхних конечностей (подвижность руки, кисти, восстановление мелкой моторики).

## Разновидности устройств для реабилитации
В реабилитационном процессе в зависимости от нозологии, тяжести состояния и физиологических особенностей пациента можно условно выделить две группы устройств.
Тренажеры для восстановления функций нижних конечностей
Швейцарская компания Hocoma разрабатывает высокотехнологичные роботизированные комплексы для реабилитации «тяжелых» неврологических пациентов. Среди них стол-вертикализатор с функциональной электростимуляцией Erigo и комплекс Lokomat, который представляет из себя роботизированные ортезы для моделирования и воспроизведения акта ходьбы, совмещенные с беговой дорожкой и системой динамической разгрузки массы тела пациента. Отработка правильного стереотипа движения и использование биологической обратной связи для вовлечения пациента в процесс реабилитации помогает активировать отвечающие за процесс ходьбы сенсомоторные функции головного мозга.
Функциональная электростимуляция (ФЭС) зачастую применяется совместно с роботизированной механотерапией для достижения лучших результатов. Тренажеры RT300 совмещают ФЭС с циклическими упражнениями для верхних или нижних конечностей. Это помогает укрепить сердечно-сосудистую систему, что особенно важно на первых этапах реабилитации после инсульта. Существует еще так называемая «гибридная» терапия: система RT200 обеспечивает одновременную функциональную стимуляцию верхних и нижних конечностей.
Американский производитель экзоскелетных устройств Ekso Bionics в настоящее время разрабатывает и производит бионические медицинские экзоскелеты Ekso, которые могут использовать пациенты с ослабленными или паретичными нижними конечностями.
Отечественная роботизированная система СЛТ предназначена для локомоторной терапии пациентов с проблемами опорно-двигательного аппарата и неврологическими нарушениями (ДЦП, черепно-мозговая травма, спинальная травма, травмы нижних конечностей).
Тренажеры для восстановления функций верхних конечностей
Для восстановления мелкой моторики и функций кисти компанией Tyromotion был разработан роботизированный тренажер Amadeo. Тренировки на основе электромиографии (ЭМГ) позволяют проводить активную терапию без применения пациентом мышечной силы. Тренажер также работает в пассивном и вспомогательном режимах, предлагая правильную интенсивность, ограничения силы, скорости и диапазона движений.
Роботизированные комплексы для восстановления крупных движений верхних конечностей позволяют тренировать двигательные функции в рабочем 3D-пространстве. Это помогает отрабатывать бытовые навыки, необходимые для социализации пациента. Зачастую используется поддержка веса руки. Существуют различные способы разгрузки веса: с помощью роботизированных ортезов Armeo можно тренировать руки и кисти в пространстве с шестью степенями свободы, система подвесов Diego позволяет проводить реабилитацию одной или двух рук одновременно, израильская система ReoGO обеспечивает двух- и трехмерные движения конечности за счет ее крепления к рукоятке.

## Перспективы развития роботизированной реабилитации
По прогнозам экспертов, к 2050 году частота инсультов только в Европе увеличится на 30 % за счет старения населения. Роботизированные аппараты смогут помочь обеспечить качественную помощь пациентам после инсульта за счет поддержания необходимой интенсивности занятий и избавят врачей от синдрома выгорания. Пандемия COVID-19 стала драйвером роста интереса к роботизации многих отраслей, в том числе производства медицинской техники, позволяющей осуществлять лечебный и реабилитационный процессы с соблюдением санитарно-эпидемиологических требований по профилактике.
Согласно аналитическому обзору мирового рынка робототехники лаборатории роботизированных технологий Сбербанка, объем продаж медицинских роботов в 2021 году составит 293,3 тыс. единиц. В 2017 году объем продаж медицинских роботов составил 2931, экзоскелетов — 6068.
Использование роботизированной механотерапии и создание кабинетов механо- и роботизированной терапии в России регулируется приказами Минздравсоцразвития РФ:
- N 786н от 29.12.2008
- N 1705н от 29.12.2012
- N 788н от 31 июля 2020 г. (вступает в силу с 01.01.2021)